# Чайковське (Калінінградська область)
Чайковське (рос. Чайковское) — селище Правдинського району, Калінінградської області Росії. Входить до складу Мозирського сільського поселення.
Населення —  232 особи (2015 рік). 

## Населення
| 2002 | 2010 |
| ---- | ---- |
| 203  | ↗232 |